# Johann Wilhelm Wilms

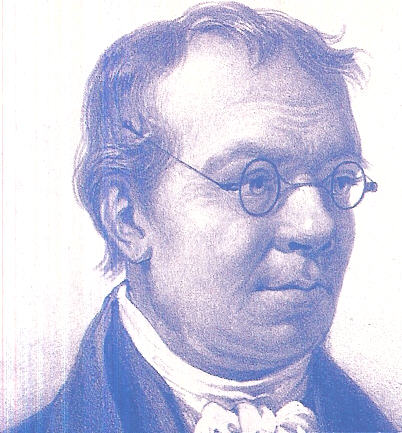
Johann Wilhelm Wilms (1772–1847)

Johann Wilhelm Wilms (* in Witzhelden, getauft 30. März 1772; † 19. Juli 1847 in Amsterdam) war ein deutsch-niederländischer Komponist, Pianist, Organist und Flötist.

## Leben
Ersten Musikunterricht erhielt Wilms vom Vater Johann, Lehrer und Organist in Witzhelden, dem älteren Bruder Peter Johann und dem Dorfpfarrer. Über Lüttringhausen und Elberfeld gelangte er 1791 nach Amsterdam. Ihm gelang es schnell, von den Konzertorchestern der Stadt als Flötist engagiert zu werden, und sich einen Ruf als Klaviervirtuose und Musikpädagoge zu erarbeiten.
Ab 1793 wurden seine Kompositionen gedruckt. Im Jahr 1796 gehörte er zu den Mitbegründern des Konzertvereines Eruditio Musica, der ersten ausschließlich von Berufsmusikern getragenen Amsterdamer Vereinigung dieser Art. Zunehmend wurden Wilms’ Kompositionen über die Grenzen Hollands hinaus bekannt; 1798 wurde erstmals eines der Werke in der Leipziger Allgemeinen musikalischen Zeitung rezensiert.
Den überregionalen Durchbruch im Konzertsaal erreichte er, nachdem der Leipziger Verleger Ambrosius Kühnel mit ihm Kontakt aufgenommen hatte und Interesse an seinen Symphonien und Konzerten bekundet hatte. Ab ca. 1806 wurden seine Orchesterwerke im Leipziger Gewandhaus, am Hof von Schwerin, in Breslau wie in Prag gespielt. Institutionelle Ehren folgten: 1808 wurde er zum Mitglied der vierten Klasse des niederländischen Königlichen Instituts für Wissenschaft, Literatur und Schöne Künste gewählt. Spätestens seit seiner Heirat mit Nicoletta Theodora, geb. Versteegh, der Tochter eines wohlhabenden Kunstsammlers, hatte er Anschluss an das Amsterdamer Patriziat gefunden. Zu nationalem Ruhm in den Niederlanden gelangte Wilms, als er nach der Befreiung der Niederlande von Napoleon zwei patriotische Gesänge komponierte, die preisgekrönt wurden. Einer von ihnen, Wien Neêrlands Bloed (1816), wurde im 19. Jahrhundert zur Nationalhymne der Niederlande.
Danach hatte er weniger Erfolge. Zwar erhielt er noch 1820 für seine Symphonie Nr. 6 d-Moll op. 58 den ersten Preis in einem Kompositionswettbewerb der Akademie der Künste in Gent, doch nach 1820 erschienen kaum mehr größere Werke von ihm im Druck. Er hatte mit Schicksalsschlägen zu kämpfen: Im Sommer 1821 hatte seine Frau ein totes Kind zur Welt gebracht, und wenige Wochen später verstarb sie. Im Jahr darauf verlor Wilms die zweieinhalb Jahre alte Tochter und musste seinen Schwiegervater Dirk Versteegh zu Grabe tragen. Ab 1823 zog er sich zunehmend aus dem öffentlichen Musikleben zurück, stattdessen übernahm er die Stelle des Organisten in einer mennonitischen Gemeinde. Von 1829 bis 1841 ließ er sich als Gutachter für die niederländische Gesellschaft zur Beförderung der Tonkunst gewinnen. Seit Mitte der 1840er Jahre plagte ihn zunehmende Sehschwäche, im Organistenamt ließ er sich immer häufiger vertreten. 1846 wurde er von der Kirchengemeinde offiziell pensioniert.
Das Pianola Museum in Amsterdam besitzt unter anderem Notenrollen von J.W. Wilms.

## Werke (Auswahl)
Der zahlenmäßig größte Teil von Wilms’ Werk fällt in die zwei Jahrzehnte von 1800 bis 1820. Er kannte und verehrte Haydn, Mozart und den frühen Beethoven; im Kopfsatz seiner ersten im Druck erschienenen Sinfonie (C-Dur op. 9) ist das Modell von Haydns Sinfonie Es-Dur Hob. I:91 (1788) zu erkennen; der Beginn des dritten Satzes verweist auf das Minuetto von Beethovens erster Sinfonie. Gleichwohl war es dieses Werk, dem er den Durchbruch in Mitteleuropa verdankte. Die zeitgenössische Kritik fand darin „einen frischen jugendlichen Geist, nicht ohne Energie und gründliche harmonische Kenntnisse, noch weniger ohne Anmuth, Laune und treffliche Kunst der Instrumentirung.“ Seine Kammermusik gemahnte die Zeitgenossen an Mozarts Vollkommenheit; die Sonate für Klavier und Violine B-Dur op. 29 z. B. riss einen Rezensenten zu der Feststellung hin: „Mag er [Wilms] nun Mozarten dabey im Auge gehabt haben oder nicht: im Herzen war er ihm ganz gewiss! denn in diesem Werke hat er ihn vollkommen erreicht, und jenes achtungswürdige Sonaten-Geschlecht mit einem ebenbürtigen Gliede vermehrt.“ In seinen späteren Werken vermochte Wilms jedoch die Vorbilder abzustreifen; er entwickelte auf der Grundlage des klassischen Formenkanons einen ausgeprägten Individualstil, der sich durch thematische Dichte, ausdrucksstarke Harmonik und instrumentatorische Klangexperimente auszeichnet. In einer Rezension der Symphonie c-Moll op. 23 bescheinigt ihm E.T.A. Hoffmann „das Bestreben nach einer gewissen innern Gediegenheit, nach dem Höheren, Bedeutungsvollen“. Wilms’ späte Orchesterwerke, die 7. Symphonie etwa oder die fünf einzelnen Ouvertüren (von denen nur vermutet werden kann, dass sie ab Ende der 1820er Jahre entstanden sind), wurden kaum noch aufgeführt und fanden zu Lebzeiten des Komponisten keine Verleger mehr. Inwiefern diese Isolierung zu einer Radikalisierung seines Altersstils beitrug, wäre noch zu untersuchen.
Das Jahr der Entstehung ist in Klammern nach dem Werktitel angegeben; wenn dies nicht möglich war, wurde unter Hinzufügen von „ed.“ und ohne Klammer der Zeitpunkt des Erstdrucks angeführt.

### Vokalmusik
- Ter Feestviering van het vijfentwintigjarig bestaan van Harmonica, Kantate für Soli, gemischten Chor und Orchester (1814)
- Treur-Zangen gewyd aan de Nagedachtenis van den Dichter Helmers, Kantate für Soli, gemischten Chor, Kinderchor und Orchester (1814)
- Wien Neêrlandsch bloed, Volkslied für Singstimme und Klavier (1816); bearbeitet für gemischten Chor (1817), sowie für Soli, Chor und Orchester
- Wij leven vrij, Volkslied für Singstimme und Klavier (1816), bearbeitet für gemischten Chor, ed. 1817
- Zes liederen für Singstimme und Klavier op. 56, ed. 1820
- Drie geestelyke Liederen für Bass und Orchester, ed. 1835 (in der Bearbeitung für Bass oder Alt und Klavier)
- Drei Lieder (nach Ludwig Uhland) für Singstimme und Klavier, ed. 1837
- Zahlreiche weitere Gelegenheits-Kantaten zu festlichen Anlässen für Soli, Chor und Orchester (zwischen 1814 und 1838)

### Instrumentalmusik

#### Orchestermusik und Instrumentalkonzerte
- 7 Symphonien: Nr. 1 C-Dur op. 9, ed. 1806; Nr. 2 F-Dur op. 10, ed. um 1808; Nr. 3 Es-Dur op. 14, ed. um 1808; Nr. 4 c-Moll op. 23 (1807 oder eher), ed. 1812; Nr. 5 D-Dur op. 52, ed. zwischen 1814 und 1819; Nr. 6 d-Moll op. 58 (1819/20), ed. 1823; Nr. 7 c-Moll (1835)
- 5 (Konzert-)Ouvertüren: f-Moll; D-Dur; Es-Dur; Es-Dur; E-Dur (alle nicht datiert)
- 2 Concertante für mehrere Soloinstruimente und Orchester: F-Dur für Flöte, Oboe/Klarinette, Fagott, Horn und Orchester op. 35, ed. 1814; C-Dur für Flöte, Klarinette, Fagott, Violine, Violoncello und Orchester (1814)
- Variationen über Wilhelmus van Nassauwe für Flöte, Klarinette, Fagott, Violine, Violoncello und Orch. op. 37, ed. 1814
- Variationen über Chants nationaux für Flöte, Oboe, Klarinette, Fagott, Violine, Violoncello und Orchester op. 57, ed. um 1820
- 5 Klavierkonzerte: E-Dur op. 3; ed. um 1799; C-Dur op. 12, ed. 1807; D-Dur op. 26, ed. um 1810; F-Dur op. 32, ed. um 1813; Es-Dur op. 55, ed. um 1820
- Konzert D-Dur für Flöte und Orchester op. 34, ed. um 1813
- Konzert B-Dur für Klarinette und Orchester op. 40, ed. um 1815
- Weitere verschollene Konzerte für Klavier, Oboe, Fagott und Violoncello

#### Kammermusik
- 2 Klavierquartette: C-Dur op. 22, ed. 1812; F-Dur op. 30, ed. um 1812
- 2 Streichquartette: g-Moll, A-Dur op. 25, ed. 1812
- 2 Klaviertrios: C-Dur op. 4, ed. um 1799; D-Dur op. 6, ed. um 1800
- 5 Sonaten für Klavier und Violine: E-Dur op. 11, ed. 1807; C-Dur, F-Dur, D-Dur op. 21, ed. 1809; B-Dur op. 29, ed. um 1813
- 6 Sonaten für Klavier und Flöte: A-Dur, F-Dur, C-Dur op. 15, ed. um 1810; D-Dur, G-Dur op. 18, um 1813; D-Dur op. 33, um 1813
- Zahlreiche kleinere Stücke und Variationenwerke für Klavier und (zumeist) Flöte

#### Klaviermusik
(für Klavier zu zwei Händen, wenn nicht anders angegeben)
- 3 Sonaten für Klavier zu vier Händen D-Dur op. 7, ed. um 1800; C-Dur op. 31, ed. um 1813; B-Dur op. 41, ed. 1814
- Sonate B-Dur op. 13, ed. um 1808
- 6 Sonatinen C-Dur, G-Dur, F-Dur, D-Dur, B-Dur, C-Dur op. 16, ed. um 1809
- Die Schlacht von Waterloo oder la Belle-Alliance, historisches Tongemälde op. 43, ed. um 1815
- Zahlreiche Variationenwerke und Tänze

Quelle:

## Diskografie
- Sinfonien Nr.6 und 7, Concerto Köln (Deutsche Grammophon 474 508-2, 2004; identisch: Brilliant Records 2009 Nr. 6527032)
- Werke für Klavier solo Vol. 1. Oliver Drechsel, Hammerflügel Christian Erdmann Rancke (DCD024, 2004).
- Sinfonien op.14, op.23, op.52, op.58 & Variationen über Wilhelmus van Nassauwe, Netherlands Radio Chamber Orchestra, Leitung: Anthony Halstead (Challenge Classics CC72147, 2006)
- Werke für Klavier solo Vol. 2. Oliver Drechsel, Hammerflügel Christian Erdmann Rancke (DCD029, 2007).
- Klavierkonzert op.12, Sinfonie op.14, Flötenkonzert op.24, Kölner Akademie, Leitung: Michael Alexander Willens, Paolo Giacometti (Klavier), Martin Sandhoff (Flöte) (Ars Produktion-Schumacher, 2007)
- Sinfonien C-Dur op. 9 und c-Moll op. 23; Ouvertüre D-Dur, Radiophilharmonie des NDR, Leitung: Howard Griffiths, (cpo 777 209-2, 2007)
- Piano à quatre mains: Sonate C-Dur op. 31, Sonate B-Dur op. 41, Klavierduo Hans-Peter Stenzl und Volker Stenzl (Carus 83434, 2008)
- Sonaten für Klavier und Violine E-Dur op. 11 und B-Dur op. 29 sowie Klaviertrio C-Dur, Werner von Schnitzler (Violine), Jakub Tylman (Violoncello), Cosmin Boeru (Klavier), (Ars Produktion-Schumacher 38060, 2010)
- The Piano Concertos Vol. 1, Piano Concertos in E major Op. 3, - in C major Op. 12, - in D major Op. 26, Ronald Brautigam (Fortepiano), Kölner Akademie, Leitung: Michael Alexander Willens (BIS-2504, 2022)
- The Piano Concertos Vol. 2, Piano Concertos in F major Op. 32, - in E flat major Op. 55, Ronald Brautigam (Fortepiano), Kölner Akademie, Leitung: Michael Alexander Willens (BIS-2524, 2022)

### Sampler
- 400 Years of Dutch Music - Volume 3, [darauf:] Symphonie c-Moll op. 23; Residentie Orchestra The Hague, Leitung Ernest Bour (Olympia OCD 502, 1991)
- Biedermeier Sonatas: Richter, Wilms, Müller; [darauf:]Sonate D-Dur für Flöte und Klavier D-Dur op. 33; Francesca Pagnini, Flöte; Paolo Bidoli, Klavier (dynamic S 2024, 1999)
- Concertos hollandais pour piano; [darauf:] Klavierkonzert E-Dur op. 3; Arthur Schoonderwoerd (Pianoforte), Ensemble Cristofori (Alpha 052, 2004)
- Budapest Festival Orchestra; [daraus:] IV. Rondo aus: Symphonie c-Moll op. 23; Budapest Festival Orchestra, Leitung Ivan Fischer (channel, 2008)